# George Gregan

a Compétitions nationales et continentales officielles uniquement.

b Matchs officiels uniquement.
George Gregan, né le 19 avril 1973 à Lusaka (Zambie), est un joueur australien de rugby à XV (1,73 m pour 80 kg). Il évolue au poste de demi de mêlée. Georges Gregan a détenu le record de capes internationales de 2005 à 2014, avec 139 sélections.

## Biographie
Né en Zambie d'un père australien et d'une mère zimbabwéene, le jeune Gregor immigre en Australie avec sa famille à l'âge de deux ans. 
Il commence sa carrière internationale en 1994, à l'âge de 21 ans. Il se distingue durant la Bledisloe Cup de cette même année en sauvant son équipe de la défaite par un plaquage de bout de ligne sur l'ailier néo-zélandais Jeff Wilson.  
Il participe à la victoire lors de la coupe du monde 1999 au Pays de Galles contre l'équipe de France, puis aux deux titres dans le Tri-nations en 2000 et 2001. Autre fait de gloire : la première série victorieuse d'une équipe australienne contre les Lions en 2001.
À la retraite internationale de John Eales en 2001, il devient capitaine des Wallabies. Il conduit de nouveau son équipe en finale de la coupe du monde 2003 qui se déroule à domicile, mais les Wallabies sont battus en prolongation par l'équipe d'Angleterre de Jonny Wilkinson.
Il met fin à sa carrière internationale au terme du quart de finale perdu face à l'Angleterre lors de la coupe du monde 2007, titulaire à 4 reprises lors des 5 matches qu'il a disputés avec l'Australie durant l'épreuve.
Il forme avec l'ouvreur Stephen Larkham l'indéboulonnable charnière australienne de 1997 à 2007. La longévité de la paire Gregan-Larkham est également due à la forte amitié qu'ils ont su forger en dehors du terrain. Cette carrière commune et cette amitié entre les « jumeaux » du rugby australien en font deux des sportifs les plus aimés et respectés d'Australie.[réf. souhaitée]

## Carrière

### En club
- Jusqu'en 2007 : Randwick  Australie
- 2007-2008 : RC Toulon  France
- 2008-2011 : Suntory Sungoliath  Japon

Il joue au sein de l'effectif du Rugby club toulonnais durant la saison 2007-2008. Gregan rejoint ensuite le Japon en 2008 où il joue avec les Suntory Sungoliath jusqu'en 2011.
Il intègre l'encadrement de l'équipe d'Australie lors de la préparation de la Coupe du monde 2019 pour s'occuper en particulier des joueurs de la charnière.

### En franchise
- 1996-2007 : Brumbies (Super 12 puis Super 14 depuis 2006)  Australie

### En équipe nationale
Il a honoré sa première cape internationale en équipe d'Australie le 18 juin 1994 contre l'équipe d'Italie, et sa dernière le 6 octobre 2007 contre l'équipe d'Angleterre.

## Palmarès

### En club
- Champion de France de Pro D2 : 2008
- Vainqueur du Shute Shield : 1994, 1996, 2000, 2004
- Vainqueur de la Tooheys New Cup : 2004

### En franchise
- Vainqueur du Super 12 : 2001, 2004
  - Finaliste : 1997, 2000, 2002

### En équipe nationale
- 139 sélections (record national) en équipe d'Australie entre 1994 et 2007
- 18 essais, 3 drops (99 points)
- 59 fois capitaine
- Sélections par année : 4 en 1994, 6 en 1995, 8 en 1996, 12 en 1997, 12 en 1998, 12 en 1999, 7 en 2000, 11 en 2001, 10 en 2002, 13 en 2003, 11 en 2004, 12 en 2005, 9 en 2006, 9 en 2007
- Vainqueur du Tri-nations : 2000, 2001

En coupe du monde :
- 2007 : 5 sélections (Japon, Pays de Galles, Fidji, Canada, Angleterre)
- 2003 : Finaliste, 6 sélections (Argentine, Roumanie, Irlande, Écosse, Nouvelle-Zélande, Angleterre)
  - 1 essai, 1 drop (8 points)
- 1999 : Champion du monde, 5 sélections (Roumanie, Irlande, Pays de Galles, Afrique du sud, France)
  - 2 essais (10 points)
- 1995 : 4 sélections (Afrique du sud, Canada, Roumanie, Angleterre)

### Personnel
- Nommé aux Prix World Rugby comme meilleur joueur en 2001 (lauréat : Keith Wood)
- Recordman mondial des sélections de 2007 à 2014 (dépassé en 2014 par Brian O'Driscoll, en 2015 par Richie McCaw et en 2019 par Sergio Parisse)
- Membre du Temple de la renommée World Rugby depuis 2013